# Remire
Remire – wspólna nazwa wyspy i wysychającej rafy koralowej położonych 25 km na południe od rafy African Banks i 31,5 km na północ od wyspy D’Arros w Amirantach na Seszelach.

## Remire Island
Remire Island lub Eagle Island – wyspa leżąca około 2,5 km na południowy zachód od rafy Remire Reef; porośnięta jest wysokimi na 15 m drzewami, jest niezamieszkana, ale ma utwardzone lądowisko (ICAO: FSSR) o długości 457 m, które dzieli wyspę na dwie, prawie równe części.
Nazwę Eagle nosił brytyjski statek, na którym w roku 1771 odwiedził to miejsce kawaler de la Biollière. Pochodzenie francuskiej nazwy wyspy nie jest znane.
Na Remire bardzo popularne były kiedyś złoża guano, większość tego naturalnego nawozu została wybrana po I wojnie światowej.
Dzisiaj na wyspie, na północno-zachodnim wybrzeżu znajduje się mały hotel.

## Remire Reef
Remire Reef (5°05′56″S 53°20′38″E/-5,099000 53,344000) to wysychająca rafa, podczas odpływów tworząca łachę o wymiarach 5,6 × 2 km. Rafa wyraźnie odłączyła się od sąsiedniej wyspy, tworząc oddzielną część geograficzną i oddzielona jest od niej głębokim kanałem. Na obszarze prawie 10 km² nie ma żadnych wysepek lub podwodnych skał koralowych.